# Challenger de Seúl 2024
El torneo Seoul Open Challenger 2024, denominado por razones de patrocinio SISLEY Seoul Open fue un torneo de tenis perteneció al ATP Challenger Tour 2024 en la categoría Challenger 100. Se trató de la 8ª edición; el torneo tuvo lugar en la ciudad de Seúl (Corea del Sur), desde el 28 de octubre hasta el 3 de noviembre de 2024 sobre pista dura al aire libre.

## Jugadores participantes del cuadro de individuales
| Preclasificado | País                      | Jugador                   | Rank1 | Posición en el torneo |
| 1              | Bandera de Japón          | Taro Daniel               | 89    | FINAL                 |
| 2              | Bandera de Estados Unidos | Mackenzie McDonald        | 120   | Segunda ronda         |
| 3              | Bandera de Estados Unidos | Nicolas Moreno de Alboran | 121   | Cuartos de final      |
| 4              | Bandera de China Taipéi   | Tseng Chun-hsin           | 139   | Primera ronda         |
| 5              | Bandera de Corea del Sur  | Hong Seong-chan           | 142   | Baja                  |
| 6              | Bandera de Hong Kong      | Coleman Wong              | 145   | Segunda ronda         |
| 7              | Bandera de Francia        | Térence Atmane            | 152   | Primera ronda         |
| 8              | Bandera de Japón          | Sho Shimabukuro           | 178   | Segunda ronda         |

- 1 Se ha tomado en cuenta el ranking del 21 de octubre de 2024.

### Otros participantes
Los siguientes jugadores recibieron una invitación (wild card), por lo tanto ingresan directamente al cuadro principal (WC):
- Chung Hyeon
- Chung Yun-seong
- Shin San-hui

Los siguientes jugadores ingresan al cuadro principal tras disputar el cuadro clasificatorio (Q):
- Hiroki Moriya
- Julian Ocleppo
- Kasidit Samrej
- Kaichi Uchida
- Kaito Uesugi
- Zhou Yi

## Campeones

### Individual Masculino
- Nikoloz Basilashvili derrotó en la final a  Taro Daniel por 7–5, 6–4

### Dobles Masculino
- Saketh Myneni /  Ramkumar Ramanathan derrotaron en la final a  Vasil Kirkov /  Bart Stevens por 6–4, 4–6, [10–3]